# Kurtna (Alutaguse)
Koordinaten: 59° 16′ N, 27° 30′ O

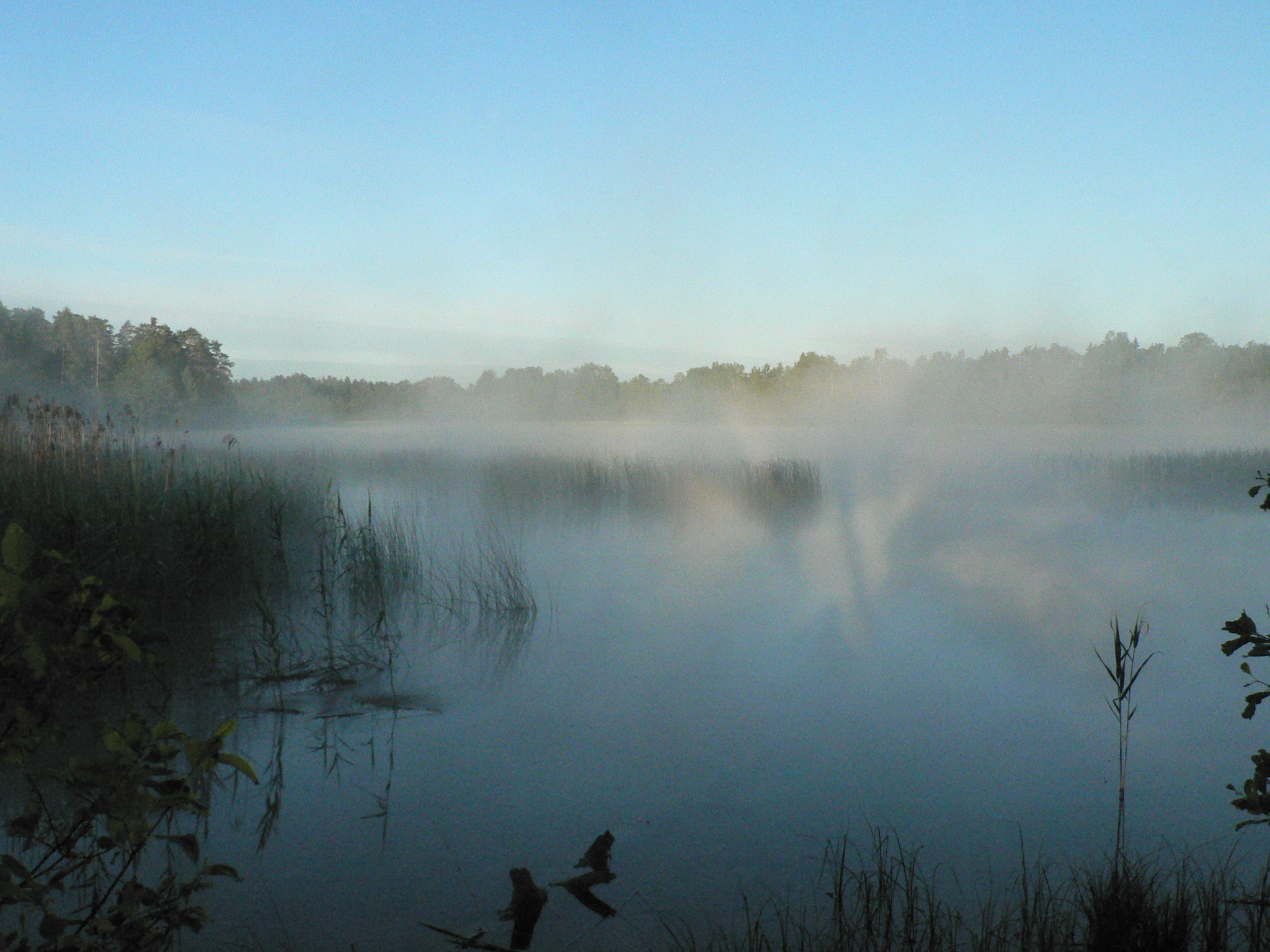
Der Suurjärv ist mit 34,2 Hektar der zweitgrößte See des Seengebiets Kurtna

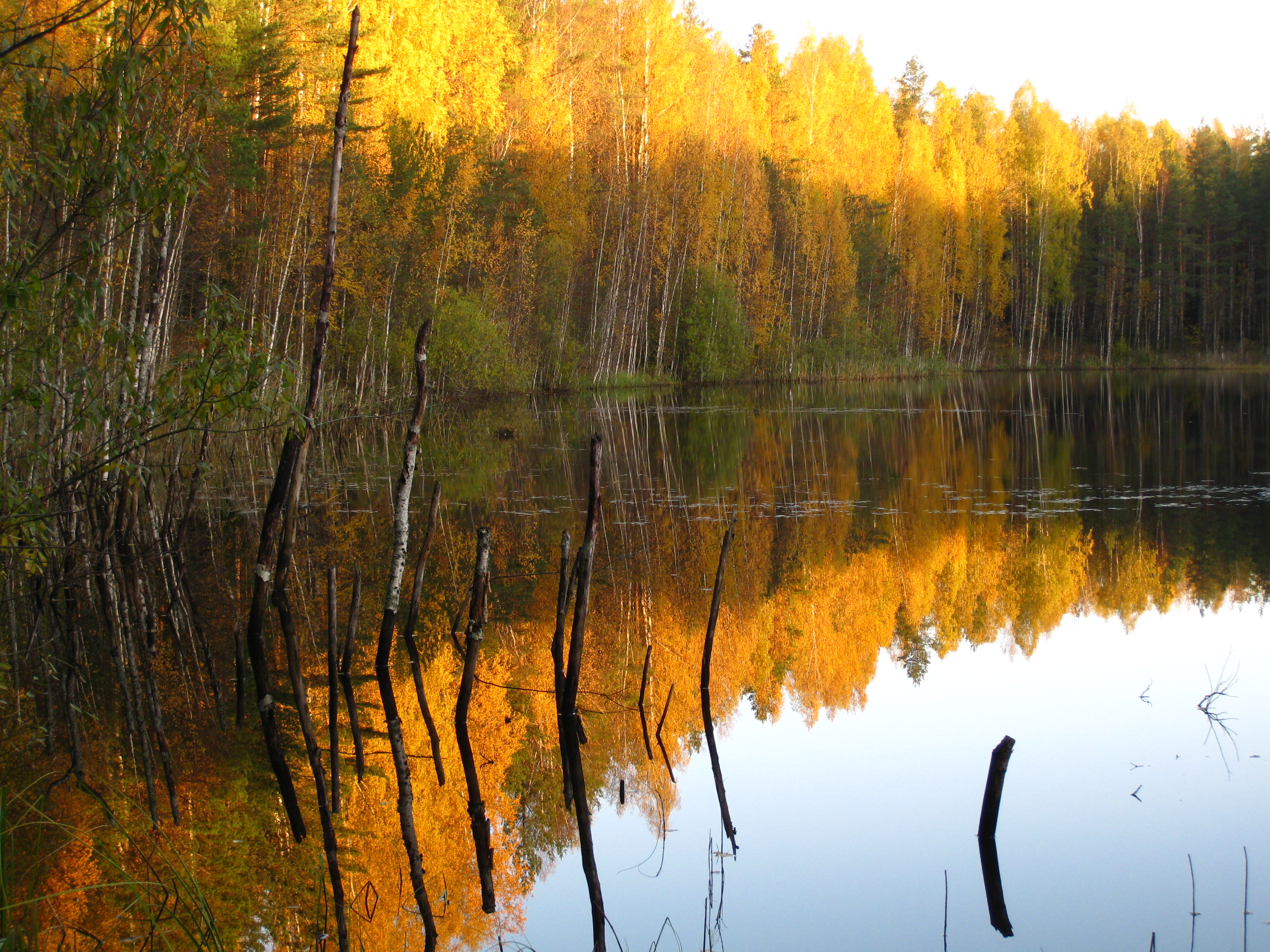
Blick auf den 1,1 Hektar großen Kuradijärv

Kurtna ist ein Dorf (estnisch küla) in der Landgemeinde Alutaguse (bis 2017 Illuka). Es liegt im Kreis Ida-Viru (Ost-Wierland) im Nordosten Estlands.

## Beschreibung
Das Dorf hat 205 Einwohner (Stand 2011). Es liegt zwölf Kilometer von der Stadt Jõhvi von vierzig Kilometer von Narva entfernt.
Der Ort wurde erstmals 1241 im Liber Census Daniæ urkundlich erwähnt. 1480 wurde im Zusammenhang mit der Ordensburg von Vasknarva zum ersten Mal das Ordensgut Kurtna genannt. Es wurde später zum Rittergut.
Erhalten ist das 1880 errichtete Herrenhaus des Guts. Es wurde im Stil des Historismus mit starken neogotischen Elementen errichtet. Daneben steht das Verwalterhaus aus dem Jahr 1911 aus rotem Stein.

## Seengebiet Kurtna
Bei Naturliebhabern ist vor allem das Seengebiet von Kurtna (Kurtna järvestik) bekannt. Mit seinen 42 Seen ist es das größte Seengebiet Estlands. Die stark bewaldete Gegend wurde 1987 auf einer Fläche von 2.557 Hektar zum Naturschutzgebiet erklärt. Größter See ist der Konsu järv mit einer Fläche von 136 Hektar.